# 2009 en Lettonie
Cet article présente les faits marquants de l'année 2009 en Lettonie.

## Évènements

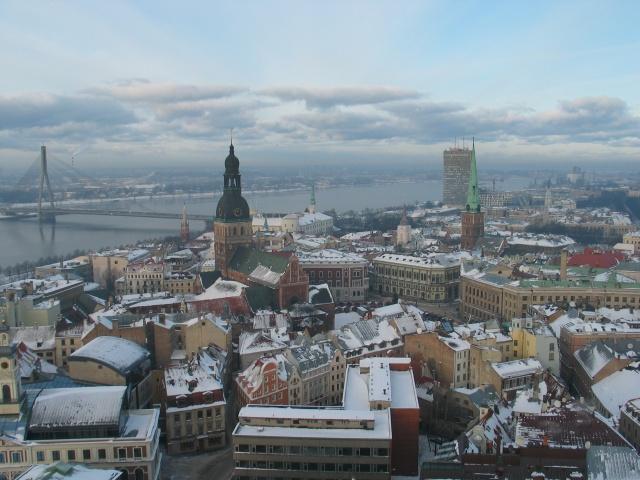
Vieille ville de Riga

### Janvier
- Mardi 13 janvier 2009 : une manifestation d'opposants au gouvernement a tourné à l'émeute, dans la capitale lettone, Riga, lorsque les manifestants ont été empêchés par les forces de l'ordre de pénétrer dans le Parlement, voir la vidéo.

### Février
- Lundi 2 février 2009 : le tribunal de Riga condamne deux fonctionnaires, responsables de l'agence lettone de lutte contre la corruption, le KNAB, à des peines de prison ferme (7 ans et 5 ans) pour malversations, détournement d'argent et abus de pouvoir. La lutte contre la corruption est un des critères de Bruxelles pour juger de la capacité d'un État à accéder à l'Union. Les pots-de-vin, déjà courants à l'époque de l'URSS, continuent de faire partie de la vie quotidienne des ex-républiques soviétiques.

- Lundi 9 février 2009 : le produit intérieur brut a chuté brutalement de 10,5 % sur un an selon les estimations du Bureau national des statistiques. La chute s'est accélérée dans le domaine de la production et des services. Les recettes fiscales ont également baissé de manière significative. Le  pays  de 2,3 millions d'habitants, traverse de graves problèmes économiques, après quelques années de croissance record dans l'UE.

- Vendredi 20 février 2009 : le Premier ministre Ivars Godmanis donne sa démission au président Valdis Zatlers. En poste depuis décembre 2007, Ivars Godmanis est un vétéran de la politique en Lettonie. Il avait dirigé le premier gouvernement après l'indépendance en 1991.

- Mardi 24 février 2009 : l'agence de notation financière Standard and Poor dégrade  d'un cran les notes de la Lettonie, faisant passer la note de dette de long terme en monnaie locale à "BB+" contre "BBB" auparavant, et celle à court terme à "B" contre "A-3" auparavant.

- Jeudi 26 février 2009 : le président Valdis Zatlers  annonce la nomination de Valdis Dombrovskis (37 ans) au poste de premier ministre à la place d'Ivars Godmanis, démissionnaire la semaine dernière. Il a été ministre des Finances et eurodéputé.

### Mars
- Jeudi 12 mars 2009 : le nouveau premier ministre de centre-droit Valdis Dombrovskis, souhaite adopter l'euro en 2012 pour garantir sa stabilité économique : « L'introduction de l'euro est planifiée pour 2012. Nous allons œuvrer en faveur de cet objectif […] À la suite d'erreurs fondamentales, il est difficile pour la Lettonie de rejoindre la zone euro dans l'immédiat. Nous devons cependant obtenir une adhésion aussi vite que possible ». Selon le traité de Maastricht, les candidats à l'euro doivent avoir une inflation ne dépassant pas de plus de 1,5 point de pourcentage le taux moyen des trois pays de l'UE à l'inflation la plus basse, leur déficit budgétaire ne doit pas dépasser 3 % du PIB, et leur dette publique doit être inférieure à 60 % du PIB.

- Dimanche 16 mars 2009 : plusieurs centaines de vétérans lettons anciens, qui avaient combattu dans les rangs de la Waffen SS contre les troupes soviétiques pendant la Seconde Guerre mondiale, ont participé à une marche commémorative à Riga. La manifestation avait été interdite ainsi qu'une contre-manifestation qui a réuni quelque 1 200 personnes. Les vétérans affirment n'avoir pas été des nazis mais des combattants pour l'indépendance contre l'URSS.

### Juillet
- Jeudi 23 juillet 2009 : une fuite d'une substance chimique (cyanohydrine d'acétone) d'un cargo amarré dans le port de Riga a obligé les autorités à évacuer aujourd'hui plusieurs centaines de personnes et à fermer le port au trafic de bateaux, par crainte d'explosion de ce produit hautement toxique. La cyanohydrine d'acétone est une substance dangereuse à cause de sa décomposition rapide au contact de l'eau, en acétone et en cyanure d'hydrogène qui est un composé très toxique, susceptible de provoquer des troubles respiratoires.

- Lundi 27 juillet 2009 : le ministre des Finances Einars Repse annonce que la Lettonie a obtenu une nouvelle tranche d'aide européenne à hauteur de 1,2 milliard d'euros. Une tranche de 600 millions d'euros est destinée à assainir les dépenses publiques et l'autre à stabiliser le secteur financier. L'aide consentie par l'UE fait partie du programme de décembre de sauvetage international de 7,5 milliards d'euros, dirigé par le FMI. Le PIB de la Lettonie devrait chuter de 18 % en 2009[1].